# Чекмарёв, Василий Владимирович
Василий Владимирович Чекмарёв (род. 25 июля 1951 года, Балашов, Саратовская область, РСФСР, СССР) — советский и российский учёный, педагог и экономист, член-корреспондент РАО (2016).

## Биография
Родился 25 июля 1951 года в г. Балашове Саратовской области.
В 1973 году — окончил экономический факультет Воронежского государственного университета.
С 1973 по 1979 годы — работал инженером на Костромском заводе автоматических линий.
С 1979 по 1986 годы — заместитель заведующего отделом в Костромском областном комитете ВЛКСМ.
С 1986 года — работает в Костромском государственном педагогическом университете, где прошел путь от ассистентома до профессора.
В 1992 году — избран членом-корреспондентом Петровской Академии наук и искусств.
В 2016 году — избран членом-корреспондентом Российской академии образования от Отделения философии образования и теоретической педагогики.
Более 30 лет увлекается авторской песней, пишет сам.

### Критика
По данным вольного сетевого сообщества «Диссернет», являлся научным руководителем/консультантом или оппонентом на защите 10 кандидатских диссертаций, которые содержат масштабные заимствования, не оформленные как цитаты.

## Научная деятельность
Сфера научных интересов: экономическая теория, экономика образования, методология научных исследований.
Читает курсы лекций по дисциплинам: экономическая теория, экономика, экономика образования, экономика семьи, методы научных исследований, методология экономической науки.
Под его руководством защищено более 50 кандидатских и докторских диссертаций.
Автор 8 монографий, 1 учебника, 43 учебных пособий, свыше 150 научных статей.
Избранные труды:
- монография — «Экономические проблемы сферы образования», 30 п. л. (1996);
- «20 уроков рыночной экономики» (Учебник для 10 классов общеобразовательной школы), 8 п. л. (1996);
- «Экономика образования» (Учебник для студентов педагогических вузов), 15 п. л. (1997).